# 奥利弗狸藻
奥利弗狸藻（学名：Utricularia oliveriana）为狸藻属贴水生食虫植物。其种加词“oliveriana”来源于英国植物学家D·奥利弗（D. Oliver）。奥利弗狸藻为南美洲的特有种，存在于巴西、哥伦比亚及委内瑞拉。

## 外部連結
- 食虫植物照片搜寻引擎中奥利弗狸藻的照片 （页面存档备份，存于）

 维基共享资源上的相關多媒體資源：奥利弗狸藻
 維基物種上的相關：奥利弗狸藻